# Oost-Vlaanderen
Oost-Vlaanderen (ngheⓘ, tiếng Pháp: Flandre orientale) là một tỉnh ở vùng Vlaanderen, một trong ba vùng của Bỉ. Các đơn vị giáp ranh (từ phía bắc theo chiều kim đồng hồ): tỉnh Zeeland của Hà Lan và ở Bỉ giáp các tỉnh Antwerpen, Vlaams-Brabant (cả hai đều ở Vlaanderen), Hainaut (Wallonie) và West-Vlaanderen (Vlaanderen). Tỉnh này có diện tích 2.991 km² được chia thành 6 huyện hành chính (arrondissementen trong tiếng Hà Lan) có 65 đô thị. Dân số là 1.389.199 người, thủ phủ là Gent.
Hội đồng tỉnh, Provincieraad có 84 ủy viên.
André Denys (VLD) đã là tỉnh trưởng tỉnh này từ 26 tháng 11 năm 2004.

## Phân chia hành chính

### Huyện, đô thị cũ

Logo của Oost-Vlaanderen/Flandre orientale.

| Huyện                          | Huyện Ghent: | Huyện Oudenaarde: | Huyện Eeklo:                                                       | Aalst District: | Huyện Dendermonde: | Huyện Sint-Niklaas:                                                                 |
| Vị trí                         | | |                                                                    | | |                                                                                     |
| HASC NUTS INS Dân số Diện tích | BE.OV.GT BE234 44 512,407 944 km² | BE.OV.OD BE235 45 117.125 419 km²                                                                                              | BE.OV.EK BE233 43 80.574 334 km²                                   | BE.OV.AL BE231 41 267.274 469 km²                                                                                         | BE.OV.DM BE232 42 189.638 343 km²                                                                                     | BE.OV.SN BE236 46 231.262 475 km²                                                   |
| Đô thị                         | - Aalter - Deinze - De Pinte - Destelbergen - Evergem - Gavere - Ghent - Knesselare - Lochristi - Lovendegem - Melle - Merelbeke - Moerbeke - Nazareth - Nevele - Oosterzele - Sint-Martens- Latem - Waarschoot - Wachtebeke - Zomergem - Zulte | - Brakel - Horebeke - Kluisbergen - Kruishoutem - Lierde - Maarkedal - Oudenaarde - Ronse - Wortegem- Petegem - Zingem - Zwalm | - Assenede - Eeklo - Kaprijke - Maldegem - Sint-Laureins - Zelzate | - Aalst - Denderleeuw - Erpe-Mere - Geraardsbergen - Haaltert - Herzele - Lede - Ninove - Sint-Lievens- Houtem - Zottegem | - Baasrode - Berlare - Buggenhout - Dendermonde - Hamme - Laarne - Lebbeke - Waasmunster - Wetteren - Wichelen - Zele | - Beveren - Kruibeke - Lokeren - Sint-Gillis- Waas - Sint-Niklaas - Stekene - Temse |